# Зелёная Роща (Кагальницкий район)
Зелёная Роща — хутор в Кагальницком районе Ростовской области.
Входит в состав Хомутовского сельского поселения.

## География

### Улицы
- ул. Верхне-Набережная,
- ул. Полтавская,
- ул. Школьная.

## Население
| 2010 |
| ---- |
| 154  |